# Longueville (Calvados)
Longueville è un comune francese di 273 abitanti situato nel dipartimento del Calvados nella regione della Normandia.

## Società

### Evoluzione demografica
Abitanti censiti